# 2-й Монетчиковский переулок
Второ́й Моне́тчиковский переу́лок — небольшая улица в центре Москвы в Замоскворечье между 3-м Монетчиковским переулком и Пятницкой улицей.

## История
Названия Монетчиковых переулков появилось в XIX веке по местности Монетчики, в которой жили монетчики — работники Кадашёвского монетного двора.

## Описание
1-й Монетчиковский переулок начинается от 3-го, проходит на запад параллельно 1-му и заканчивается на Пятницкой улице напротив Малой Ордынки.

## Здания и сооружения
По нечётной стороне:
- № 5/71/28 — Типография известного русского книгоиздателя И. Д. Сытина, одна из крупнейших в Европе, построена по проекту архитектора А. Э. Эрихсона и инженера В. Г. Шухова в 1903 году. Корпуса типографии (1890—1910, арх. Ф. Ф. Воскресенский).

По чётной стороне: